# Félipe Ortíz
Félipe Antonio Ortíz Pérez (ur. 20 maja 1932 w Gwatemali, zm. 29 października 2023) – gwatemalski strzelec, olimpijczyk.
Wystąpił na Letnich Igrzyskach Olimpijskich 1968, na których wystartował w karabinie dowolnym w trzech postawach z 300 metrów. Uplasował się na ostatnim 30. miejscu.

## Wyniki olimpijskie
| Igrzyska | Konkurencja                               | Wynik                                                                            | Miejsce | Źródło |
| -------- | ----------------------------------------- | -------------------------------------------------------------------------------- | ------- | ------ |
| IO 1968  | Karabin dowolny, trzy postawy, 300 metrów | Leżąc – 377 punktów Klęcząc – 343 punkty Stojąc – 303 punkty Razem – 1023 punkty | 30      | [ 2 ]  |